# Yoanka González
Yoanka González (n. 9 ianuarie 1976, Santa Clara, Cuba) este o ciclistă cubaneză, medaliată olimpică. A participat la 2 ediții ale Jocurilor Olimpice (2000, 2008) în care a câștigat o medalie de argint.